# Pojezierze Ełckie
Pojezierze Ełckie (842.86, niem. Lycker Seengebiet) – region geograficzny, położony w północno-wschodniej Polsce. Stanowi część Pojezierza Mazurskiego.

## Środowisko przyrodnicze
Ma powierzchnię około 2630 km². Na północy sąsiaduje z Krainą Węgorapy, na północnym wschodzie ze Wzgórzami Szeskimi i Pojezierzem Zachodniosuwalskim (Wyniesieniem Oleckim), na wschodzie z Równiną Augustowską (Pagórkami Augustowskimi), na południu z Kotliną Biebrzańską i Wysoczyzną Kolneńską, na zachodzie z Równiną Mazurską (Obniżeniem Piskim i Równiną Bemowską) i Krainą Wielkich Jezior Mazurskich (Pojezierzem Orzyskim i Wyniesieniem Pozezdrzańsko-Kożuchowskim).
Główne miejscowości regionu to Ełk, Biała Piska, Rajgród, a także Olecko (na pograniczu z Pojezierzem Zachodniosuwalskim), Grajewo (na pograniczu z Wysoczyzną Kolneńską i Kotliną Biebrzańską) i Augustów (na pograniczu z Równiną Augustowską). Większość obszaru leży w granicach powiatu ełckiego, część oleckiego, a fragmenty również augustowskiego, grajewskiego, piskiego, giżyckiego, węgorzewskiego i gołdapskiego.
Południowa granica mezoregionu jest jednocześnie granicą Pojezierza Mazurskiego i w ogóle pasu polskich pojezierzy i obszaru młodoglacjalnego wyznaczonego przez zasięg zlodowacenia północnopolskiego. Wschodnia zaś jest granicą między Pojezierzem Mazurskim w ścisłym znaczeniu a Pojezierzem Litewskim (zwanym w polskich granicach Suwalskim).
Północna i centralna część Pojezierza Ełckiego włączana jest do tzw. Mazur Garbatych. Jest to obszar pagórkowaty z kilkoma dużymi jeziorami i kompleksami leśnymi. Największe jeziora mezoregionu to Łaśmiady, Łaźno, Jezioro Rajgrodzkie, Selmęt Wielki. Przez centrum obszaru przepływa z północnego zachodu na południowy wschód Ełk, a mniej więcej równolegle do niego Wissa i Lega. Wpadają one do Biebrzy na południowy wschód od pojezierza. Na terenie mezoregionu wyznaczono trzy obszar mające znaczenie dla Wspólnoty: Ostoja Borecka (PLH280016), Murawy na Pojezierzu Ełckim (PLH280041) i Jezioro Woszczelskie (PLH280034) oraz obszar specjalnej ochrony ptaków Puszcza Borecka (PLB280006). Poza tym znajduje się tam kilka rezerwatów przyrody (Ostoja Bobrów Bartosze, Borki, Lipowy Jar, Mazury, Piłackie Wzgórza) i obszarów chronionego krajobrazu (Pojezierze Ełckie, Jeziora Rajgrodzkie, Pojezierze Rajgrodzkie, Puszczy Boreckiej, Jezior Oleckich, Doliny Legi, Wzgórz Dybowskich oraz fragmenty innych OChK).

## Podział na mikroregiony
Pojezierze Ełckie dzielone jest na siedem mikroregionów:
- 842.867 Wzgórza Piłackie (94 km²)
- 842.866 Puszcza Borecka (265 km²)
- 842.865 Pojezierze Łaśmiadzkie (Pojezierze Ełckie Właściwe) (813 km²)
- 842.864 Wyniesienie Bargłowsko-Milewskie (432 km²)
- 842.863 Obniżenie Selmęckie (Pojezierze Rajgrodzkie) (480 km²)
- 842.862 Wzgórza Dybowsko-Wiśniowskie (274 km²)
- 842.861 Wysoczyzna Białej Piskiej (326 km²)